# كارابل-سبوتنك 1
كارابل-سبوتنك 1 ( الروسية: Корабль Спутник 1) سبوتنك 4 في الغرب، أول رحلة تجريبية لبرنامج فوستوك السوفيتي، وأول مركبة فضائية من طراز فوستوك. أُطلقت في 15 مايو 1960. ورغم أن كارابل-سبوتنك 1 كانت دون طاقم، إلا أنها كانت مقدمة لأول رحلة فضائية بشرية، فوستوك 1. بلغت كتلة المركبة 4540 كلجم، منها 1477 كلجم لآلات ومعدات المركبة.
كانت المركبة الفضائية، الأولى من سلسلة مركبات فضائية استُخدمت لدراسة وسائل رحلات الفضاء المأهولة، تحتوي على أجهزة علمية، ونظام تلفزيوني، وكابينة بيولوجية ذاتية الاستدامة مع دمية على شكل إنسان. صُممت لدراسة تشغيل نظام دعم الحياة وضغوط الطيران. أرسلت المركبة الفضائية بيانات قياس عن بعد مكثفة واتصالات صوتية مسجلة مسبقًا عبر الراديو. بعد أربعة أيام من الطيران، أُطلق صاروخ العودة، وانفصلت وحدة الهبوط عن وحدة المعدات الخاصة بها، ولكن نظرًا لأن المركبة الفضائية لم تكن في وضع الطيران الصحيح عند إطلاقها، لم تعد وحدة الهبوط إلى الغلاف الجوي كما كان مخططًا لها.

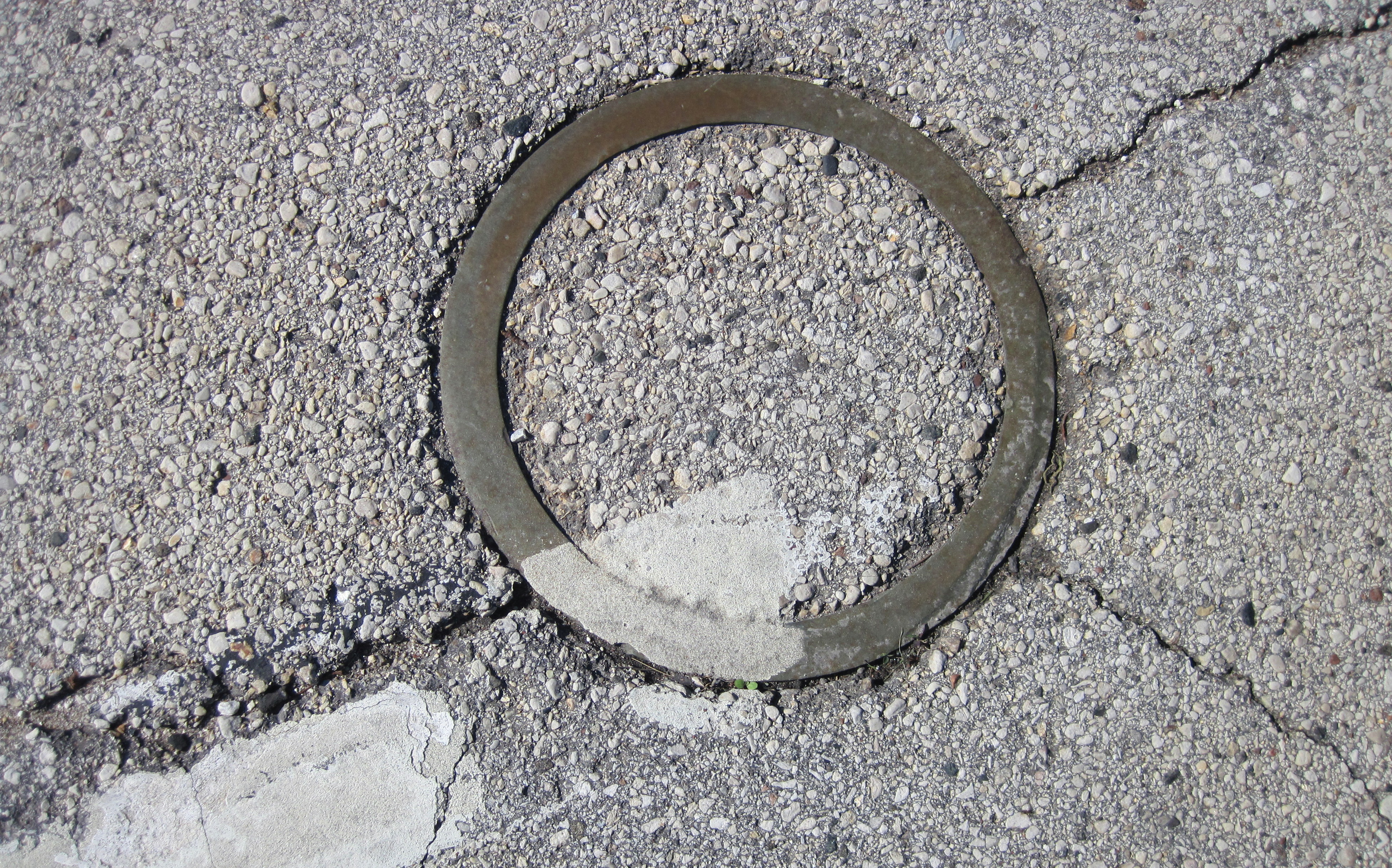
حلقة تحدد موقع الاصطدام في مانيتووك، ويسكونسن.

عادت وحدة الهبوط إلى الغلاف الجوي في 5 سبتمبر 1962، بينما عادت وحدة المعدات إلى الغلاف الجوي في 15 أكتوبر 1965. هبطت قطعة من وحدة الهبوط تزن 20 رطلًا في مانيتووك، ويسكونسن في شمال الولايات المتحدة.
يُقال إن جيوفاني باتيستا جوديكا كورديليا، الذي أنشأ محطة استماع خاصة به في توري بيرت بالقرب من تورينو، ادعى استقبال إشارات لاسلكية في 28 نوفمبر/تشرين الثاني 1960، والتي يُحتمل أنها صدرت من هذه المركبة الفضائية؛ ومن المعروف أن المركبة الفضائية كانت ترسل اتصالات صوتية مسجلة مسبقًا عبر الراديو. وقد دفع هذا البعض إلى الاعتقاد بنظرية مؤامرة مفادها أن المركبة الفضائية ربما كانت تحمل على متنها أحد رواد الفضاء المفقودين.

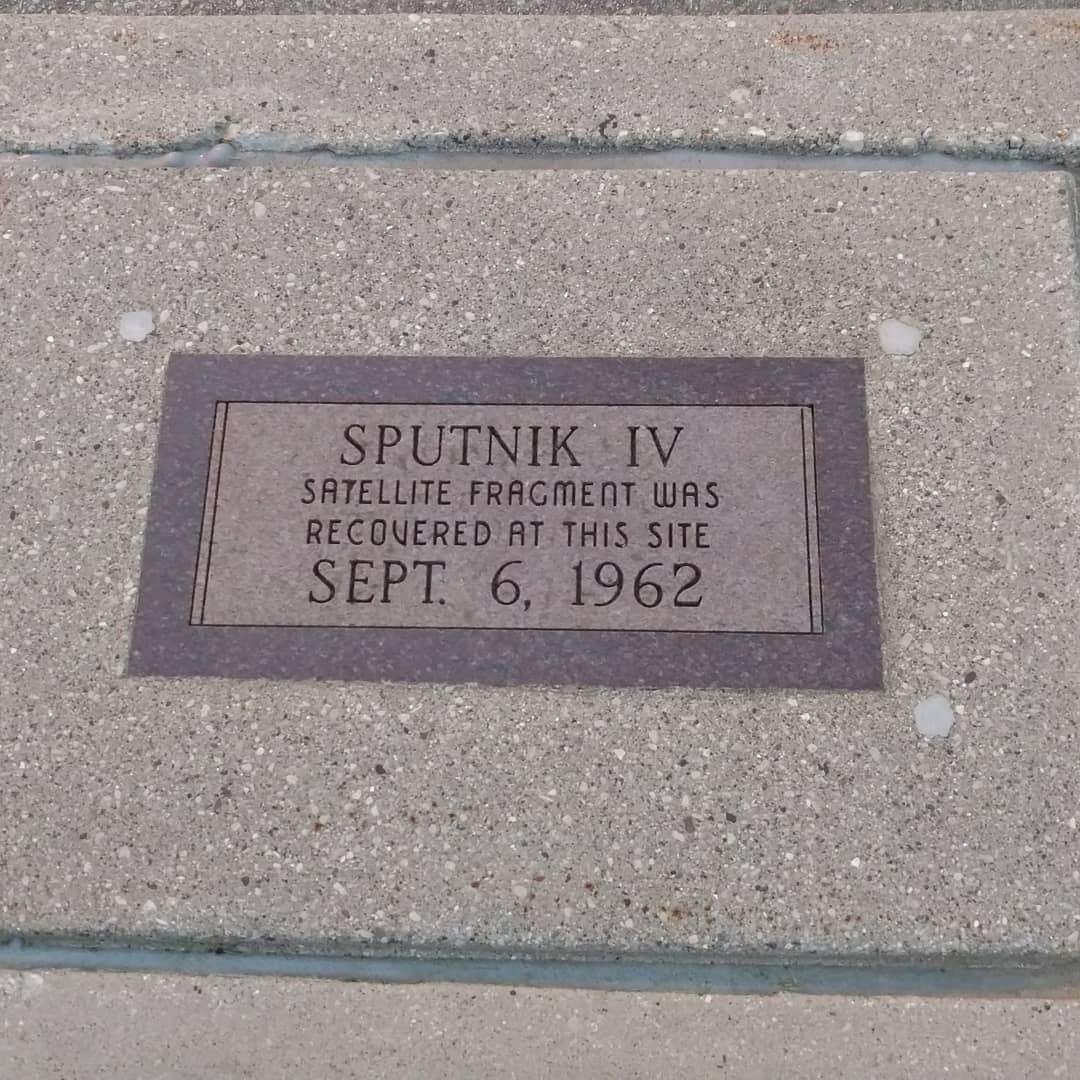
علامة تأريخية على الرصيف، بجوار موقع العثور على قطعة سبوتنك 4، والتي حُددت بحلقة في الطريق

## كتب
- Hall، Rex؛ Shayler، David (18 مايو 2001). The rocket men: Vostok & Voskhod, the first Soviet manned spaceflights. Springer. ص. 350. ISBN:1-85233-391-X.